# Jack Butland
Jack Butland (Bristol, 10 maart 1993) is een Engelse doelman in het betaald voetbal. Eerder verruilde hij Stoke City in de zomer van 2020 voor Crystal Palace. Op 6 januari 2023 ging Butland op huurbasis naar Manchester United. Butland debuteerde in 2012 in het Engels voetbalelftal.

## Clubcarrière
Butland stroomde in 2010 door vanuit de jeugd van Birmingham City. Dat verhuurde hem in zowel september 2011 als februari 2012 aan Cheltenham Town, dat toen in de League Two speelde. Op de eerste speeldag van het seizoen 2012-2013 debuteerde Butland in het eerste team van Birmingham City zelf, op dat moment uitkomend in de Championship.
Butland tekende in januari 2013 een contract bij Stoke City, maar maakte het seizoen op huurbasis af bij Birmingham. Na ook nog een verhuur aan Barnsley, debuteerde hij op 1 januari 2014 namens Stoke in de Premier League. Die dag verving hij Thomas Sørensen in de rust van een wedstrijd tegen Everton (1-1). In februari 2014 werd Butland voor de rest van het seizoen uitgeleend aan Leeds United waarvoor hij 16 matchen speelde. Hij begon het seizoen 2014/2015 bij Stoke City maar werd op 20 oktober 2014 voor 1 maand uitgeleend aan Derby County.
Hij begon aan het seizoen 2015/2016 als titularis bij Stoke City. Na 35 wedstrijden als titularis werd Butland op het einde van dat seizoen ook verkozen tot speler van het jaar bij Stoke City. In 2020 vertrok Butland bij Stoke City en ging hij aan de slag bij Crystal Palace.
Op 6 januari 2023 werd bekendgemaakt dat Butland Crystal Palace ging verlaten. Hij verruilde Crystal Palace op huurbasis voor Manchester United waar hij sindsdien actief is.

## Interlandcarrière
Butland maakte als derde doelman deel uit van de Engelse selectie voor Euro 2012 in Polen en Oekraïne. Hij was derde keuze achter Joe Hart en Robert Green. De ploeg van bondscoach Roy Hodgson werd in de kwartfinales na strafschoppen (2-4) uitgeschakeld door Italië. Butland maakte op 15 augustus 2012 zijn debuut als international, in een oefeninterland tegen Italië, net als John Ruddy, Ryan Bertrand, Jake Livermore en Tom Cleverley. Hiermee werd hij de jongste debutant-doelman aller tijden uit de Engelse voetbalgeschiedenis. Als gevolg van een blessure werd hij niet opgenomen in de Engelse selectie voor het Europees kampioenschap voetbal 2016. In 2018 maakt hij wel deel uit van de Engelse selectie
voor het Wereldkampioenschap voetbal 2018 in Rusland.
| Interlands van Jack Butland voor Engeland | Interlands van Jack Butland voor Engeland | Interlands van Jack Butland voor Engeland | Interlands van Jack Butland voor Engeland | Interlands van Jack Butland voor Engeland | Interlands van Jack Butland voor Engeland |                                |
| №                                         | Datum                                     | Wedstrijd                                 | Uitslag                                   | Soort wedstrijd                           | Doelpunten                                |                                |
| Als speler van Birmingham City            | Als speler van Birmingham City            | Als speler van Birmingham City            | Als speler van Birmingham City            | Als speler van Birmingham City            | Als speler van Birmingham City            | Als speler van Birmingham City |
| ----------------------------------------- | ----------------------------------------- | ----------------------------------------- | ----------------------------------------- | ----------------------------------------- | ----------------------------------------- | ------------------------------ |
| 1                                         | 15 augustus 2012                          | Engeland – Italië                         | 2 – 1                                     | Vriendschappelijk                         |                                           |                                |
| Als speler van Stoke City                 |                                           |                                           |                                           |                                           |                                           |                                |
| 2                                         | 12 oktober 2015                           | Litouwen – Engeland                       | 0 – 3                                     | Kwalificatie EK 2016                      |                                           |                                |
| 3                                         | 17 november 2015                          | Engeland – Frankrijk                      | 2 – 0                                     | Vriendschappelijk                         |                                           |                                |
| 4                                         | 26 maart 2016                             | Duitsland – Engeland                      | 2 – 3                                     | Vriendschappelijk                         |                                           |                                |
| 5                                         | 13 juni 2017                              | Frankrijk – Engeland                      | 3 – 2                                     | Vriendschappelijk                         |                                           |                                |
| 6                                         | 8 oktober 2017                            | Litouwen – Engeland                       | 0 – 1                                     | Kwalificatie WK 2018                      |                                           |                                |
| 7                                         | 27 maart 2018                             | Engeland – Italië                         | 1 – 1                                     | Vriendschappelijk                         |                                           |                                |
| 8                                         | 7 juni 2018                               | Engeland – Costa Rica                     | 2 – 0                                     | Vriendschappelijk                         |                                           |                                |
| 9                                         | 11 september 2018                         | Engeland – Zwitserland                    | 1 – 0                                     | Vriendschappelijk                         |                                           |                                |

Bijgewerkt op 7 juni 2019

## Olympische Spelen
Butland nam met het Brits olympisch voetbalelftal onder leiding van bondscoach Stuart Pearce deel aan de Olympische Spelen van 2012 in Londen.

## Erelijst
| Europees kampioen –17 | 1× | 2010 |